# Osos de Madrid
Stade
Maillots
Champion 2001, 2022
Les Osos de Madrid est un club espagnol de football américain basé à Rivas-Vaciamadrid.

## Palmarès
- Champion d'Espagne: 2001, 2022
- Vice-champion d'Espagne: 1999, 2002, 2012